# Kányádi Sándor
Kányádi Sándor (Nagygalambfalva, 1929. május 10. – Budapest, 2018. június 20.) a Nemzet Művésze címmel kitüntetett, Kossuth-díjas erdélyi magyar költő, a Digitális Irodalmi Akadémia alapító tagja, a Magyar Művészeti Akadémia rendes tagja. Írói álneve Kónya Gábor.

## Élete

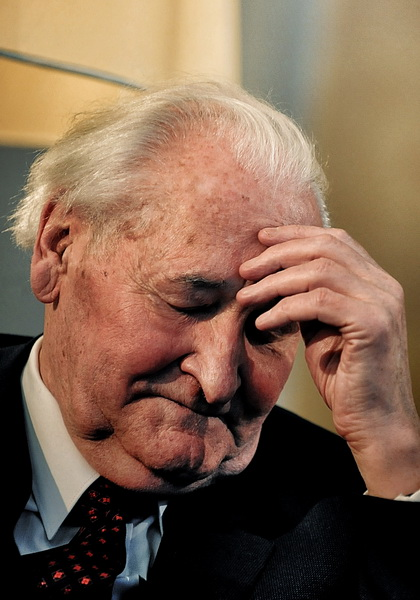
Bahget Iskander felvételén, 2009

A Hargita megyei Nagygalambfalván Kányádi Miklós gazdálkodó és László Julianna gyermekeként született. Édesanyját 11 évesen (1940) elveszítette. Az elemi iskola öt osztályát szülőfalujában, a középiskolát a székelyudvarhelyi református kollégiumban (1941–1944), a Római Katolikus Főgimnáziumban (1944–1945) és a fémipari középiskolában (1946–1950) végezte. Ezt követően beiratkozott a marosvásárhelyi Szentgyörgyi István Színházművészeti Főiskolára, de 1954-ben a kolozsvári Bolyai Tudományegyetem Nyelv- és Irodalomtudományi Karán szerzett magyarirodalom-szakos tanári diplomát, ám tanárként soha nem dolgozott, életét az irodalomnak szentelte.
Költői tehetségét Páskándi Géza (1933–1995) fedezte fel. Ő közölte 1950-ben első versét a bukaresti Ifjúmunkás című lapban. 1951–52-ben az Irodalmi Almanach segédszerkesztője, ezzel egyidőben néhány hónapig az Utunk, 1955–1960-ban a Dolgozó Nő munkatársa, 1960-tól 1990-ig pedig a Napsugár című gyermeklap szerkesztője volt.
Bécsben 1967-ben előadást tartott Líránkról Bécsben címmel. 1984-ben egy hosszabb, észak- és dél-amerikai előadókörúton vett részt. 1987-ben meghívták a rotterdami Nemzetközi Költőtalálkozóra, de mivel útlevelet nem kapott, tiltakozásul kilépett a Romániai Írószövetségből. 1992-ben Izraelben erdélyi jiddis népköltészet-fordítását mutatta be.
A Confessio szerkesztőbizottság tagja, 1990-től az Antitotalitárius Demokratikus Fórum tiszteletbeli elnöke, 1997-től pedig a Kossuth- és Széchenyi-díj Bizottság tagja is volt.
A kortárs magyar költészet egyik legnagyobb alakjának számított, a magyar irodalom közösségi elvű hagyományának folytatója volt. Az anyanyelv megtartó ereje, az erdélyi kisebbségi sors mint alaptémák határozták meg költészetét, mely a közösségi létproblémákat egyetemes érvényességgel szólaltatja meg.
Szülőfalujában, Nagygalambfalván helyezték végső nyugalomra; a szertartáson Áder János köztársasági elnök is részt vett.

## Családja
1958-ban kötött házasságot Tichy Mária Magdolna tanár-szerkesztőnővel. Két gyermekük született: Zoltán Sándor (1962) és László András (1971). Unokahúga, Benedekffy Katalin gyermekként sokszor szavalta nagybátyja verseit, később elismert színész-operaénekesként gyakori vendég volt a költő szerzői estjein.

## Művei
Műveit angol, észt, finn, francia, német, norvég, orosz, portugál, román és svéd nyelvekre is lefordították. Életműsorozatát a Helikon Kiadó 2007-től adja ki, gyerekkönyvei különböző válogatásokban, versei megzenésítve és audió hordozókon is folyamatosan jelennek meg.

### Kötetek

Az 1987-es Szép versek kötetben megjelent portréja, Csigó László felvétele

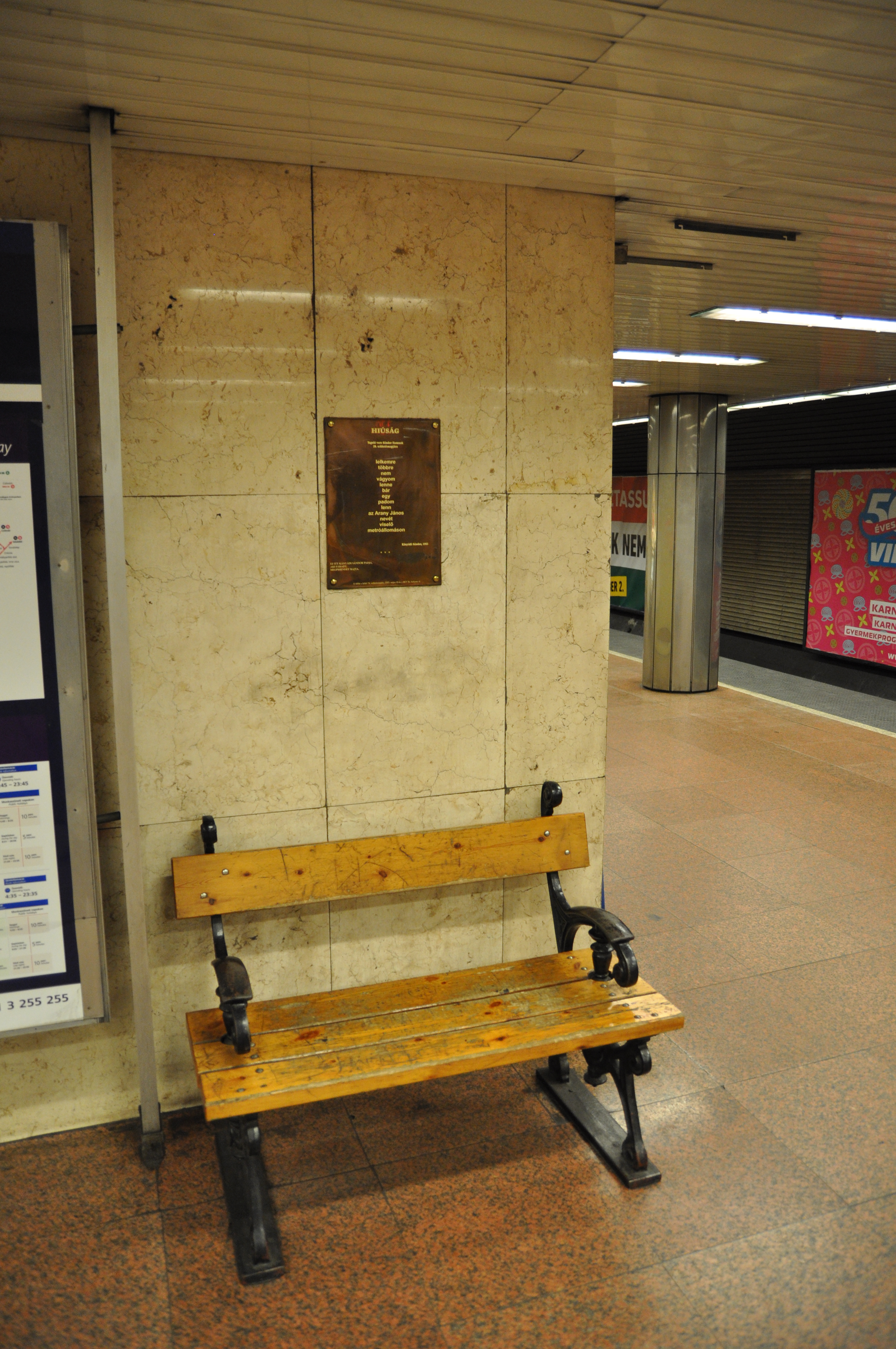
A pad feletti emléktáblán Hiúság című verse: „Lelkemre többre nem vágyom lenne bár egy padom lenn az Arany János nevét viselő metróállomáson”

- Virágzik a cseresznyefa. Versek; Irodalmi és Művészeti, Bukarest, 1955
- Sirálytánc; Állami Irodalmi és Művészeti, Bukarest, 1957
- Kicsi legény, nagy tarisznya; Ifjúsági, Bukarest, 1961
- Harmat a csillagon. Versek; Irodalmi, Bukarest, 1964
- Fényes nap, nyári nap. Versek; Ifjúsági, Bukarest, 1964 (Napsugár könyvek)
- Három bárány; Ifjúsági, Bukarest, 1965 (Napsugár könyvek)
- Kikapcsolódás. Versek; Irodalmi, Bukarest, 1966
- Függőleges lovak. Versek; Irodalmi, Bukarest, 1968
- Fától fáig. Versek 1955–1970; Kriterion, Bukarest, 1970
- A bánatos királylány kútja. Versek, mesék, történetek; Kriterion, Bukarest, 1972
- Kányádi Sándor legszebb versei; vál., bev. Katona Ádám; Albatrosz, Bukarest, 1974
- Szürkület. Versek. 1970–1977; Kriterion, Bukarest, 1978
- Fekete-piros versek; Magvető, Budapest, 1979
- Farkasűző furulya. Mesék, versek, történetek; vál., szerk. Szakolczay Lajos; Móra, Budapest, 1979
- Tavaszi tarisznya; Móra, Budapest, 1982
- Madármarasztaló. Versek kicsiknek, nagyoknak; Kriterion–Móra, Bukarest–Budapest, 1986
- Küküllő kalendárium (1988)
- Sörény és koponya. Új versek; Csokonai, Debrecen, 1989
- Költögető; vál., szerk. Lator László; Századvég, Budapest, 1991
- Vannak vidékek. Válogatott versek; összeáll. Jancsik Pál; Dacia, Kolozsvár, 1992
- Valaki jár a fák hegyén. Kányádi Sándor egyberostált versei; Magyar Könyvklub, Budapest, 1997
- Halottak napja Bécsben; ill. Zsögödi Nagy Imre; Vincze, Szentendre, 1997
- Valaki jár a fák hegyén. Kányádi Sándor egyberostált versei; 2. jav. kiad.; Magyar Könyvklub, Budapest, 1997
- Csipkebokor az alkonyatban. Kányádi Sándor egyberostált műfordításai; Magyar Könyvklub, Budapest, 1999
- Kányádi Sándor válogatott versei; vál. Tarján Tamás; Holnap, Budapest, 2000
- Szürke szonettek; Pallas-Akadémia, Csíkszereda, 2002
- Felemás őszi versek (2002)
- Halottak napja Bécsben / Allerseelen in Wien; németre ford. Paul Kárpáti / Ziua morţilor la Viena; románra ford. Paul Drumaru; Vincze László Papírmerítő Műhelye, Szentendre, 2003
- Dél keresztje alatt; Pallas-Akadémia, Csíkszereda, 2003
- Ünnepek háza. Két dráma és egy tévé-ballada; Magyar Napló, Budapest, 2004
- Kaláka – Kányádi; Helikon, Budapest, 2004 (Hangzó Helikon) + CD
- Kányádi Sándor válogatott versei; Magyar Napló, Budapest, 2004 (A magyar irodalom zsebkönyvtára)
- Noé bárkája felé; vál. Kovács András Ferenc; ünnepi kiadás Kányádi Sándor hetvenötödik születésnapjára; Pallas-Akadémia, Csíkszereda, 2004
- Kikapcsolódás. Versek / Entspannung. Gedichte; németre ford. Franyó Zoltán et al., szerk. Paul Kárpáti; 3. bőv. kiad.; Kriterion, Kolozsvár, 2007
- Jövendőmondás. Válogatott versek; Corvin, Déva, 2008
- Szarvas-itató; Corvin, Déva, 2009
- Előhang. Válogatott versek és műfordítások; vál., szerk., előhang Iványi Gábor; Wesley, Budapest, 2009
- Ünnepek háza. Két dráma és két forgatókönyv; Helikon, Budapest, 2010
- Volt egyszer egy kis zsidó. Erdélyi jiddis népköltészet; vál., ford. Kányádi Sándor; Koinónia, Cluj [Kolozsvár], 2010
- Válogatott versek; vál., szerk. Fekete Vince; Hargita, Csíkszereda, 2012 (Székely könyvtár)
- Válogatott versek; vál. Tarján Tamás; Holnap, Budapest, 2013
- A Corcovado Krisztusa. Válogatott versek és műfordítások; szerk., utószó Zsille Gábor; Szent István Társulat, Budapest, 2015
- Kaláka–Kányádi: Kicsiknek és nagyoknak; Gryllus Kft., Budapest, 2015 (Hangzó Helikon) + CD
- Fehéringes közmagyar. Beszélgetések Kányádi Sándorral; vál., szerk., jegyz. Pécsi Györgyi; MMA, Budapest, 2023

### Gyermekirodalom
- Fából vaskarika; Ifjúsági, Bukarest, 1969
- Kenyérmadár. Versek, mesék, történetek; Kriterion, Bukarest, 1980
- Virágon vett vitéz; Móra, Budapest, 1984
- Világlátott egérke; Móra, Budapest, 1985 (Már tudok olvasni)
- Billegballag; Kalligram, Pozsony, 1993
- Szitakötő tánca; vál. Lackó Katalin; General Press, Budapest, 1999
- Talpas történetek; Holnap, Budapest, 1999
- Meddig ér a rigófütty. Kányádi Sándor meséi; Cartaphilus, Budapest, 2001
- Zümmögő; ill. Győrfi András; Holnap, Budapest, 2004
- Kecskemesék; Cartaphilus, Budapest, 2005
- A kíváncsi Hold; ill. Szegedi Katalin; Cartaphilus, Budapest, 2007
- Az elveszett követ; Cartaphilus, Budapest, 2010
- Jeremiás és a gépsárkány; Helikon, Budapest, 2011
- Virágon vett vitéz; Holnap, Budapest, 2012
- Ein Held zum Blumenpreis (Virágon vett vitéz); németre ford. Paul Kárpáti; Holnap, Budapest, 2012
- Lehel vezér lova. Kányádi Sándor meséi; Helikon, Budapest, 2013
- Küküllő kalendárium (lapozó); Holnap, Budapest, 2013
- Kakasszótól pacsirtáig (lapozó); 2. kiad.; Gutenberg, Csíkszereda, 2016
- Három székláb; ill. Szimonidesz Kovács Hajnalka; Holnap, Budapest, 2017
- Világgá ment a nyár; vál., szerk. Miklya Zsolt; Móra, Budapest, 2021
- Az okos kos; vál., szerk. Miklya Zsolt; Móra, Budapest, 2022
- Világlátott egérke; ill. Bogdán Viki; 2. felújított kiad.; Móra, Budapest, 2022
- Az elveszett követ. Kaláka zenéskönyv; ill. Herbszt László; Móra Music, Budapest, 2023 + CD

## Díjai, elismerései
- 1968 – Utunk-díj
- 1971 – A Romániai Írószövetség Díja (Fától fáig)
- 1978 – A Romániai Írószövetség Díja (Szürkület)
- 1979 – Alföld-díj
- 1986 – Déry Tibor-díj
- 1989 – Az Év Könyve Díj (Sörény és koponya)
- 1989 – Az Év Hanglemeze (Vannak vidékek)
- 1990 – MSZOSZ-díj
- 1990 – A Castren Társaság díja
- 1992, 1994, 1995 – Látó-nívódíj
- 1993 – Kossuth-díj
- 1993 – Magyar Művészetért díj
- 1994 – Herder-díj
- 1997 – Kölcsey-emlékplakett
- 1998 – Magyar Örökség díj
- 2000 – a C.E.T. Millenniumi díja
- 2001 – Kölcsey Ferenc millenniumi díj
- 2002 – a Pro Renovanda Cultura Hungariae fődíja
- 2004 – A Magyar Köztársasági Érdemrend középkeresztje a csillaggal
- 2004 – Mecénás-díj
- 2005 – Hazám-díj
- 2008 – A Magyar Kultúra Követei Díj
- 2008 – Győri Könyvszalon alkotói díj (2008)[14]
- 2009 – A Magyar Köztársasági Érdemrend nagykeresztje[15]
- 2009 – I. kerület díszpolgára[16]
- 2009 – Nagygalambfalva díszpolgára[12]
- 2009 – Babits Mihály alkotói emlékdíj[17]
- 2010 – Bethlen Gábor-díj[18]
- 2011 – Aphelandra-díj[19]
- 2014 – Széll Kálmán-díj[20]
- 2014 – A Nemzet Művésze
- 2014 – Kriterion-koszorú[21]
- 2014 – Budapestért díj[22]
- 2017 – Prima Primissima díj[23]

## Tagságai, tisztségei
- Az 1960-as évektől 1987-es kilépéséig tagja a Romániai Írószövetségnek.
- 1997-től a Kossuth- és Széchenyi-díj Bizottság tagja.
- A Magyar Művészeti Akadémia rendes tagja.[12]

## Érdekességek
- "Felhangzik" egyik költeménye (a Kaláka együttes által megzenésített Faragott versike) a Napirajz című humoros webképregény-sorozat 136 hotdoggal című, egy képkockás epizódjában, egy delfináriumban éneklő-harmonikázó rozmár előadásában.[24]